# Машьянов, Геннадий Юрьевич
Генна́дий Ю́рьевич Машья́нов (род. 30 января 1955, Ташкент) — советский и российский тренер по боксу. Заслуженный тренер РСФСР (1986), осуществляет тренерскую деятельность с 1976 года, тренер спортивного клуба «Ижорец», спортивного общества «Динамо», санкт-петербургских ЦДЮСШ и Академии боевых искусств, главный тренер сборной команды Санкт-Петербурга. Личный тренер таких титулованных боксёров как: Дмитрий Бивол, Сергей Кузьмин, Александр Артемьев, Сергей Артемьев.

## Биография
Геннадий Машьянов родился 30 января 1955 года в Ташкенте Узбекской ССР. Активно заниматься боксом начал в местной секции у тренера Бориса Петровича Норкина, позже переехал на постоянное жительство в Ленинград, проходил подготовку в добровольном спортивном обществе «Трудовые резервы» под руководством заслуженного тренера РСФСР Олега Петровича Кузьмина. Выполнил норматив кандидата в мастера спорта.
В 1974 году окончил Ленинградский техникум физической культуры и спорта. В 1976 году стал выпускником Государственного института физической культуры имени П. Ф. Лесгафта.
Не добившись больших успехов как спортсмен, рано перешёл на тренерскую работу. Так, в 1976—1978 годах работал тренером по боксу в спортивном клубе «Ижорец», затем в течение двух лет тренировал начинающих боксёров в ленинградской городской Центральной детско-юношеской спортивной школе. В период 1981—1993 годов — тренер в секции добровольного спортивного общества «Динамо». После распада Советского Союза в течение многих лет состоял в коллективе тренеров санкт-петербургской Академии боевых искусств. С 2008 года — главный тренер сборной команды Санкт-Петербурга по боксу. Тренер высшей квалификационной категории.
За долгие годы тренерской работы Машьянов подготовил ряд титулованных боксёров, добившихся успеха на международной арене. В числе наиболее известных его воспитанников — братья Александр и Сергей Артемьевы, члены сборной команды СССР, победители и призёры крупных международных турниров, представители первой волны российских профессиональных боксёров. Другой его ученик, заслуженный мастер спорта Сергей Кузьмин, становился чемпионом Европы, дважды чемпион России, так же успешно выступает среди профессионалов. Под руководством Машьянова на протяжении большей части своей спортивной карьеры тренируется мастер спорта международного класса Дмитрий Бивол, двукратный чемпион России, чемпион мира по профессиональному боксу.
За выдающиеся достижения на тренерском поприще в 1986 году Геннадий Машьянов был удостоен почётного звания «Заслуженный тренер РСФСР». Награждён медалями «В память 300-летия Санкт-Петербурга», знаками «Почётный динамовец», «За заслуги в развитии физической культуры и спорта в Санкт-Петербурге». Лучший тренер Санкт-Петербурга по итогам 2010 года.